# Maria Georgina Grey

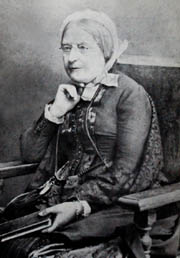
Maria Georgina Grey, 1890

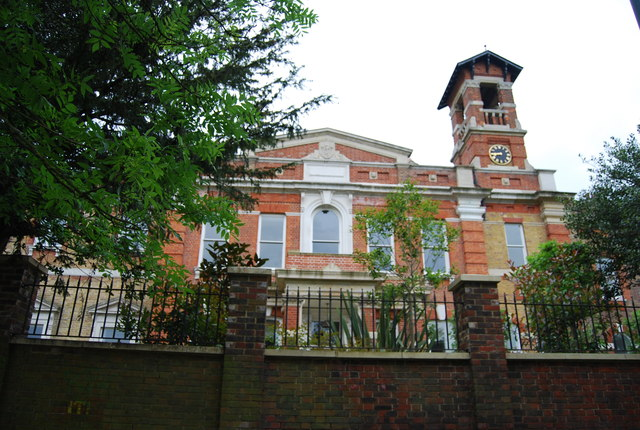
Maria Grey Training College

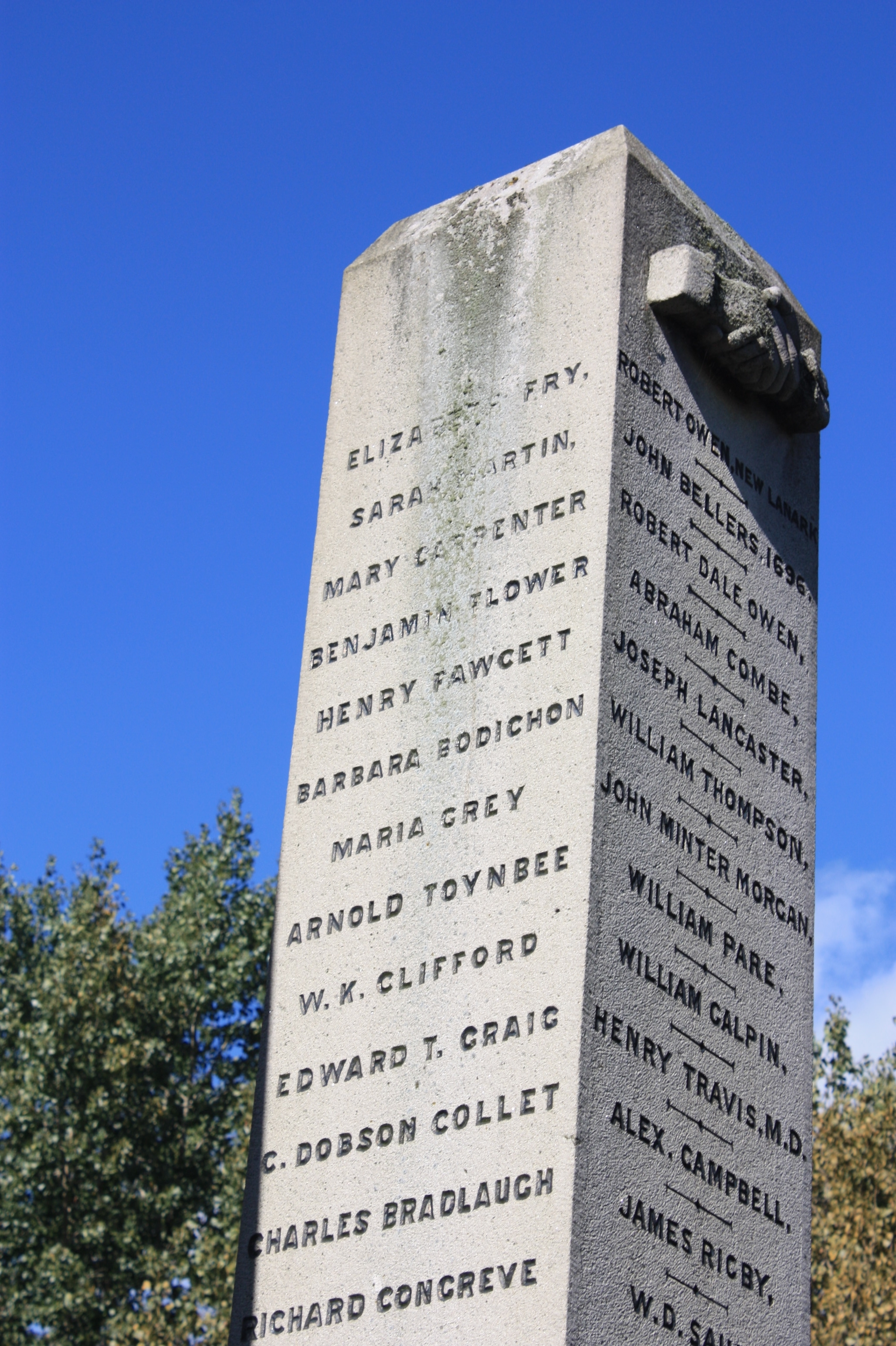
Reformers’ Memorial im Kensal Green Cemetery mit Maria Greys Name

Maria Georgina Grey, geborene Shirreff (* 7. März 1816 in Blackheath, London; † 19. September 1906 in Kensington, London), war eine englisch-britische Frauenbildungsaktivistin und Schriftstellerin, die eine der Gründerinnen der Organisation war, aus der der Girls' Day School Trust hervorging. Das von ihr gegründete College wurde ihr zu Ehren Maria Grey Training College benannt.

## Leben
Grey war die dritte Tochter von Rear-Admiral William Henry Shirreff und Elizabeth Anne Shirreff, geborene Murray. Von ihren drei Schwestern, Caroline (* 1812), Emily (* 1814) und die jüngere Katherine (* 1818) stand Grey ihrer älteren Schwester Emily am nächsten. Sie wurde später ihre Partnerin bei ihren Schriften und Kampagnen. Die Schwestern hatten auch zwei Brüder, die beide früh starben.
In den 1820er Jahren lebte die Familie in Frankreich, wo der Vater in Saint-Germain-en-Laye bei Paris und später in der Normandie stationiert war. Die vier Shirreff-Schwestern wurden zunächst zu Hause von einer französisch-schweizerischen Gouvernante unterrichtet, die aber nur über eine begrenzte Bildung verfügte.
1828 kamen Maria und Emily Shirreff in ein Pariser Internat, das später Szenen in Greys zweitem Roman Love’s Sacrifice (1868) beeinflusste. Ein Jahr später wurden sie wegen Emily Shirreffs schlechtem Gesundheitszustand von der Schule genommen, und der Vater, 1831 zum Kapitän des Hafens von Gibraltar ernannt, hielt er es nicht mehr für nötig, eine weitere Gouvernante einzustellen. Obwohl ihre formale Ausbildung beendet war, bildeten sich die beiden Schwestern weiter, indem sie ausgiebig reisten und durch ihre Besuche in Frankreich, Spanien und Italien zu Sprachexpertinnen wurden, Bücher aus der umfangreichen Bibliothek ihres Vaters lasen und durch die Kontakte ihres Vaters viele Intellektuelle der damaligen Zeit kennenlernten.
1834 kehrten die beiden Schwestern nach England zurück und begannen, gemeinsam zu schreiben. Ihr erstes Werk war Letters from Spain and Barbary, das 1835 veröffentlicht wurde. 1841 schrieben sie einen Roman mit dem Titel Passion and Principle, der anonym veröffentlicht wurde.
1841 heiratete Grey ihren Cousin William Thomas Grey, einen Weinhändler, der der Neffe des ehemaligen Premierministers Earl Grey war. Die Ehe war glücklich, aber kinderlos. Emily Shirreff zog in das des Ehepaars Grey ein und die Schwestern schrieben weiterhin gemeinsam. Ihre gemeinsame Abhandlung über die Bildung von Frauen, Thoughts on Self Culture Address to Women, wurde 1850 mit finanzieller Unterstützung von William Grey veröffentlicht. Darin missbilligten sie eine sorglose Einstellung zur Ehe und die gängige Auffassung, dass Frauen nur so weit gebildet sein sollten, dass sie einen Ehemann anziehen. Sie legten auch einen Basisumfang für eine angemessene Bildung von Mädchen fest, die Fächer wie Arithmetik, Geometrie, Geschichte, Grundlagen in Naturwissenschaften und Politik umfasste, die in der üblichen Bildung von Mädchen in der damaligen Zeit normalerweise vernachlässigt wurden. Sie vertraten auch die Ansicht, dass die weibliche Bildung nicht nach einer festgelegten Zeit einfach beendet werden, sondern bis ins hohe Alter fortgesetzt werden sollte.
William Grey starb 1864, und Grey begann, eine aktive Rolle im öffentlichen Leben zu übernehmen, und schloss sich ihrer Schwester in der Bewegung zur Verbesserung der Bildung für Mädchen an. Sie interessierte sich besonders für die mangelnde Finanzierung der Mädchenbildung. 1870 schrieb sie wiederholt an The Times, um Mittel für die North London Collegiate School for Girls zu beschaffen, und ermutigte Frances Buss, Student teachers einzuführen.
Im selben Jahr kandidierte sie als eine der ersten Frauen (erfolglos) als Vertreterin des Metropolitan Borough of Chelsea für das London School Board. Ihre Wahlreden wurden später in einer Broschüre mit dem Titel The London School Board veröffentlicht. Grey sah die Wahl als Wendepunkt in ihrer Karriere, der sie und ihre Schwester dazu veranlasste, sich stärker für die Verbesserung der Frauenbildung einzusetzen.
Die Schwester waren auch frühe Befürworterinnen des Frauenwahlrechts, und 1870 veröffentlichte Grey eine Broschüre mit dem Titel Is the Exercise of the Suffrage unfeminine? Sie forderte, dass Mädchen eine Ausbildung erhalten sollten, die sie auf ihre zunehmende zivile Verantwortung vorbereiten würde.
Grey schlug die Gründung einer nationalen Bewegung zur Förderung der Frauenbildung vor und präsentierte den Plan 1871 unter dem Titel On the Education of Women vor der Royal Society of Arts. Der Plan fand große Unterstützung, und Grey hielt noch im selben Jahr einen zweiten Vortrag auf dem Jahreskongress der National Association for the Promotion of Social Science in Leeds. Daraufhin gründeten die Schwestern ein provisorisches Komitee mit dem Namen National Union of the Improving the Education of Women of All Classes (später abgekürzt als Women’s Education Union), das sich 1871 zum Ziel setzte, gute und billige Tagesschulen für alle Klassen oberhalb der Grundschulstufe einzurichten. Die Schwestern waren in der Union sehr aktiv.
Die Union führte auch zur Gründung der Girls’ Public Day School Company (GPDSC) (heute Girls’ Day School Trust) im Jahr 1872, um neue Sekundarschulen für die Ausbildung von Mädchen verschiedener Klassen zu schaffen. Grey war bis 1890 aktives Mitglied des Rates der GPDSC, bis ihre schlechte Gesundheit sie daran hinderte und sie zur Vizepräsidentin der Organisation ernannt wurde. Grey ermutigte die GPDSC auch, Abteilungen für die Lehrerausbildung einzurichten, um eine nächste Generation von Lehrern auszubilden.
Im Jahr 1878 half Grey auch bei der Gründung einer Lehrerbildungseinrichtung mit der Teachers’ Training and Registration Society. 1885 wurde die Einrichtung in The Maria Grey Training College for Women umbenannt. 1976 fusionierte die Einrichtung mit dem Borough Road College zum West London Institute of Higher Education, das heute Teil der Brunel University ist.
Grey hielt in den 1880er Jahren weiterhin Reden und schrieb. Um 1890 wurde sie zu krank, um aktiv zu sein, und die letzten 15 Jahre ihres Lebens lebte sie aufgrund ihrer schlechten Gesundheit im strikten Ruhestand. Trotz ihrer schlechten Gesundheit und dem Tod ihrer Schwester Emily im Jahr 1897 schrieb sie 1889 ihre Last Words to Girls on Life in School and after School. Sie starb 1906 in Kensington in dem Haus, in dem sie mit ihrer Schwester gelebt hatte.

## Veröffentlichungen (Auswahl)
- mit Emily Shirreff: Passion and Principle. Captain Schmier, London 1841 (anonym veröffentlicht).
- mit Emily Shirreff: Thoughts on Self-Culture Addressed to Women. W. Crosby and H.P. Nichols, Boston, MA 1851 (archive.org – Erstausgabe:  1850).
- Love's Sacrifice [A novel]. Hurst and Blackett, Publishers, London 1868 (google.de – als Mrs William Grey).
- Is the Exercise of the Suffrage unfeminine? Spottiswoode & Co., London 1870.
- The School Board of London. Three Addresses by Mrs William Grey in the Borough of Chelsea with a speech by William Groves, Esq., Q.C, F.R.S. William Ridgeway, London 1871 (als Mrs William Grey).
- On the Education of Women. A paper read by Mrs William Grey at the meeting of the Society of Arts. London 31. Mai 1871.
- On the Special Requirements for improving the education of Girls, (paper read at the Social Science Congress, October 1871). William Ridgeway, London 1872 (als Mrs William Grey).
- Idols of Society or Gentility and Femininity. William Ridgeway, London 1874 (als Mrs William Grey; Nachdruck von Fraser’s Magazine).
- Men and Women. In: Fortnightly Review. Band 26, Nr. 155, November 1879 (hathitrust.org).
- Men and Women: A Sequel. In: Fortnightly Review. Band 29, Nr. 174, Juni 1881 (hathitrust.org).
- The Women’s Educational Movement. In: T. Stanton (Hrsg.): The Women Question in Europe: A Series of Original Essays. London 1884.
- Last words to Girls on life in school and after school. Rivingtons, London 1889 (Erstausgabe:  1888).

## Weitere Literatur
- Edward W. Ellsworth: Liberators of the Female Mind: The Shirreff Sisters, Educational Reform and the Women's Movement. Praeger (Greenwood Publishing Group), New York City 1979, ISBN 0-313-20644-9.